# Sound of da police
«Sound of da police» és una cançó del raper estatunidenc KRS-One. Enregistrada als D&D Studios de ciutat de Nova York amb la producció a càrrec de Showbiz, va ser publicada el desembre de 1993 com a segon i últim senzill de l'àlbum d'estudi de debut en solitari de KRS-One, Return of the Boom Bap. Va arribar al número 89 del Billboard Hot 100 als EUA.
La cançó critica la brutalitat policial i el racisme sistèmic. Comença amb KRS-One que imita dos cops amb la veu una sirena policial (el «so de la policia»), fet que es repeteix diverses vegades al llarg de la cançó. El mostratge de greus profunds i part d'un solo de guitarra van ser extrets de la versió d'«Inside-Looking Out» del grup Grand Funk Railroad, amb què finalitza el seu LP Grand Funk. Part de la pista de bateria està extreta de «Sing a Simple Song» del grup Sly and the Family Stone.

## Repercussió
«Sound of da police» és força coneguda a l'Estat francès, on la tornada es versiona generalment com assassins de la police, arran que una remescla de DJ Cut Killer es va incloure a la pel·lícula La Haine, de 1995, on es combina sobre una base de la cançó «Non, je ne regrette rien» de Édith Piaf.
La cançó va aparèixer a les pel·lícules Quin parell de polis (2010), Attack the Block (2011), Tocar i parar (2018) i Black and Blue (2019). És present també com a selecció de ràdio del videojoc Battlefield Hardline (2015, d'Electronic Arts), i es va utilitzar per als crèdits finals de la pel·lícula Ride Along 2 (2016), a la banda sonora d'Angry Birds: La pel·lícula (2016) i al programa de televisió Brooklyn Nine-Nine. La cançó acompanya les escenes finals i els crèdits de tancament l'episodi 2 de la temporada 3 de Sex Education. També Ayax y Prok se'n serveixen a «Polizzia».
El 3 de febrer de 2012, la comunitat Anonymous va desfigurar el lloc web del Departament de Policia de Boston substituint-lo per una versió incrustada del videoclip de «Sound of da police» de KRS-One i un missatge criticant el tractament repressiu al moviment Occupy Boston.